# Robert Hughes
Robert Studley Forrest Hughes, més conegut com a Robert Hughes, (Sydney, 28 de juliol de 1938 – Nova York, 6 d'agost de 2012) va ser un escriptor i crític d'art australià.

## Biografia
Es va instal·lar a Nova York el 1970 i va exercir de crític d'art a la revista Time. Durant els anys 80 va donar suport al Moviment Republicà Australià i el 1995 fou nomenat doctor honoris causa per la Universitat de Melbourne. Entre els nombrosos guardons que va rebre es troba el premi El Brusi de literatura i comunicació, concedit per l'Olimpíada Cultural de Barcelona. L'any 2000 va ser l'encarregat de realitzar el pregó de les Festes de la Mercè de Barcelona, amb un discurs en què va posar la ciutat com a model de transformació urbana. El 2006 va rebre la Creu de Sant Jordi.

## Obres
- The Fatal Shore, 1987.
- Lucian Freud Paintings, Thames & Hudson, 1989.
- Nothing if Not Critical: Selected Essays on Art and Artists, The Harvill Press, 1991.
- Barcelona, Vintage, 1992.
- Culture of Complaint, 1993.
- A Jerk on One End: Reflections of a Mediocre Fisherman, 1998.
- American Visions: The Epic History of Art in America, The Harvill Press, 1998.
- The Art of Australia, 1966.
- The Shock of the New: Art and the Century of Change, 1991.
- Barcelona: the Great Enchantress (2001)
- Goya, Vintage, 2004.